# 沈黙のレジスタンス 〜ユダヤ孤児を救った芸術家〜
『沈黙のレジスタンス 〜ユダヤ孤児を救った芸術家〜』（ちんもくのレジスタンス ユダヤこじをすくったげいじゅつか、Resistance）は、2020年のアメリカ合衆国・イギリス・ドイツの伝記映画。監督はジョナサン・ヤクボウィッツ、出演はジェシー・アイゼンバーグとクレマンス・ポエジーなど。
「パントマイムの神様」と呼ばれたフランスのアーティスト、マルセル・マルソーが第二次世界大戦中にユダヤ人孤児123人を救った実話を映画化した作品である。

## ストーリー
1940年6月、ナチス・ドイツがフランスを占領した。ユダヤ人青年、マルセル・マンジェルはその状況下でもなお俳優になる夢を追おうとしたが、従兄のジョルジュ・ロインジャーの強い勧めもあってレジスタンス活動に身を投じることになった。レジスタンスとして活動する中で、マルセルはユダヤ人孤児の国外脱出をサポートした。彼が命を救った子供の人数は数千人にも上る。
本作はパントマイム界の伝説的存在、マルセル・マルソーの知られざる青年期にスポットライトを当てていく。

## キャスト
- マルセル・マンジェル（後にマルセル・マルソーと改名）: ジェシー・アイゼンバーグ
  - 子供時代: クエ・ローレンス
- ジョージ・S・パットン: エド・ハリス - 米陸軍将軍。
- ジークムント: エドガー・ラミレス - ドイツのユダヤ人。
- エマ: クレマンス・ポエジー - マルセルが想いを寄せる女性。
- クラウス・バルビー: マティアス・シュヴァイクホファー - ナチス親衛隊将校。
- エルスベート: ベラ・ラムジー（英語版） - ジークムントの娘。孤児に。
- ジョルジュ・ロインジャー（フランス語版）: ルーリグ・ゲーザ（ハンガリー語版） - マルセルの従兄。
- シャルル・マンジェル: カール・マルコヴィクス - マルセルの父。代々肉屋を経営。
- アラン: フェリックス・モアティ（フランス語版） - マルセルの兄。
- レギーネ: アリシア・フォン・リットベルク（ドイツ語版） - バルビーの妻。
- ミラ: ヴィカ・ケレケシュ（英語版） - エマの妹。アランの恋人。
- ジョセフ: トビー・ギャレス・エルマン - ユダヤ人孤児。

## 製作
2017年5月19日、ジョナサン・ヤクボウィッツ監督の新作映画にジェシー・アイゼンバーグが起用されたと報じられた。2018年2月、マティアス・シュヴァイクホファーとヘイリー・ベネットの出演が決まった。10月、エド・ハリス、エドガー・ラミレス、クレマンス・ポエジー、ルーリグ・ゲーザ、ベラ・ラムジー、フェリックス・モアティ、カール・マルコヴィクスがキャスト入りした。なお、ポエジーは降板したベネットの代役である。2020年3月27日、フィルムトラックスが本作のサウンドトラックを発売した。

## 公開・興行収入
2019年11月10日、IFCフィルムズが本作の全米配給権を購入したと報じられた。2020年2月7日、本作のオフィシャル・トレイラーが公開された。3月8日、本作はマイアミ映画祭でプレミア上映された。3月下旬、アメリカで新型コロナウイルスの流行が拡大し、多くの映画館が休業に追い込まれた。それを受けて、IFCフィルムズは同月27日に本作のデジタル配信を始めた。4月17日、本作は全米1館で限定公開され、公開初週末に2490ドルを稼ぎ出し、週末興行収入ランキング初登場1位となった。

## 評価
本作に対する批評家の評価は平凡なものに留まっている。映画批評集積サイトのRotten Tomatoesには94件のレビューがあり、批評家支持率は56%、平均点は10点満点で5.7点となっている。サイト側による批評家の見解の要約は「欠点はあるが、その志は高く評価されるべきである。演技と出来映えには斑があるとはいえ、『沈黙のレジスタンス 〜ユダヤ孤児を救った芸術家〜』はマルセル・マルソーに心からの敬意を表した作品に仕上がっている。」となっている。また、Metacriticには19件のレビューがあり、高評価は8件、賛否混在は10件、低評価は1件で、加重平均値は53/100となっている。